# Хмельницький Василь Іванович
Хмельницький Василь Іванович (нар. 10 вересня 1966, Баянаул, Павлодарська область, Казахська РСР) — український підприємець і політик. Був одним із депутатів, що голосували за «Диктаторські закони» у січні 2014 року. Засновник холдингу UFuture, UNIT.City, організатор Київського міжнародного економічного форуму (КМЕФ), фонду K.Fund. Народний депутат Верховної Ради України п'яти скликань.

## Життєпис
Народився 10 вересня 1966 у Баянаулі Павлодарської області Казахської РСР. 1981—1984 — учень СПТУ-2, Ватутіне Черкаської області.
1984—1986 — служба в армії. Трудову біографію розпочав у 1986 р. — газоелектрозварником, майстром ленінградського БМУ № 2.
1991—1992 — завідувач інформаційного відділу радянсько-американського СП «Орімі-Вуд», Ленінград.
З 1992 р. — директор АТ «Данаприс».
1997—2003 — навчався в Київському університеті ім. Шевченка на факультеті правознавства.
З 1994 р. — начальник інформаційно-аналітичного відділу АТ «Реал-груп».
З 1997 р. у лавах Партії зелених України, того ж року став заступником голови ПЗУ з економічних питань.
1998 — Народний депутат України 3 скликання 03.1998-04.2002 від ПЗУ, № 3 в списку. На час виборів: заступник голови ПЗУ з економічних питань, начальник інформаційно-аналітичного відділу ТОВ «Реал-груп» (Черкаська область, м. Ватутіне). член Комітету з питань законодавчого забезпечення правоохоронної діяльності та боротьби з організованою злочинністю і корупцією (07.1998-02.2000), член Комітету з питань законодавчого забезпечення правоохоронної діяльності (з 02.2000). Уповноважений представник фракції ПЗУ (з 05.1998). Протягом каденції входив до складу різних фракцій і депутатських груп.
З вересня 2002 до 2003 року був депутатом Верховної Ради АР Крим. На цей час припадає зростання бізнес-впливу Хмельницького. За даними журналу «Форбс», його вплив розповсюджувався на «Київенергохолдинг», «Київмлин», «Київхліб», Полтавський алмазний завод, UMC, кілька українських обленерго і енергорозподільчі системи Вірменії. Однак в Україні він був найбільше відомий як фактичний власник «Запоріжсталі».
Хмельницький проявляв інтерес до інших політичних проєктів. Зокрема, за його підтримки була створена партія «Жінки за майбутнє», на виборах 2002 року ні ПЗУ, ні ЖЗМ до парламенту не потрапили. Хмельницького обрали народним депутатом у квітні 2002 р. — на додаткових виборах в окрузі № 82 Запорізької області.
Народний депутат України 4 скликання 12.2002-04.06, виборчий округ № 82, Запорізька область, самовисування. Член групи «Народовладдя» (12.2002-05.04), член групи «Народний вибір» (11.-21.05.2004), член групи «Союз» (05.2004-05.05), член фракції Блоку Юлії Тимошенко (з 06.2005), член Комітету з питань будівництва, транспорту, житлово-комунального господарства і зв'язку (з 02.2003). 04.2002 кандидат в народні депутати України від ПЗУ, № 3 в списку. На час виборів: народний депутат України, член ПЗУ.
2003 — вийшов з лав зелених і приєднався до партії «Союз».
Після Помаранчевої революції зблизився з тодішнім прем'єром Юлією Тимошенко. 3 червня 2005 року вступив у фракцію БЮТ.
Народний депутат України 5 скликання з квітня 2006 по листопад 2007 від Блоку Тимошенко, № 60 в списку. На час виборів: народний депутат України, член ВО «Батьківщина», член Комітету з питань промислової і регуляторної політики та підприємництва (з липня 2006), член фракції «Блоку Юлії Тимошенко» (з травня 2006).
За списком блоку обраний до Верховної Ради у 2006 році. На виборах 2007 р. балотується за списком Партії регіонів.
Народний депутат України 6 скликання з листопада 2007 від Партії регіонів, № 100 в списку.
Народний депутат України 7 скликання з грудня 2012 року від Партії регіонів, № 37 у списку.
Під час подій Революції гідності голосував за Диктаторські закони 16 січня. У 2014 р. закінчив парламентську діяльність в складі депутатської групи Суверенна європейська Україна.
З листопада 2014 року — позапартійний. 2014 року став віце-президентом в Українському союзі промисловців і підприємців. 2019 року склав повноваження, зосередився на розвитку компанії UFuture, стратегічного інвестора компанії Biopharma (фармацевтика), розвиває UNIT.City у Києві та Харкові, LvivTech.City у Львові; індустріальний парк «Біла Церква».
У липні 2017 року очолив наглядову раду Харківського політехнічного інституту.

## Інвестор

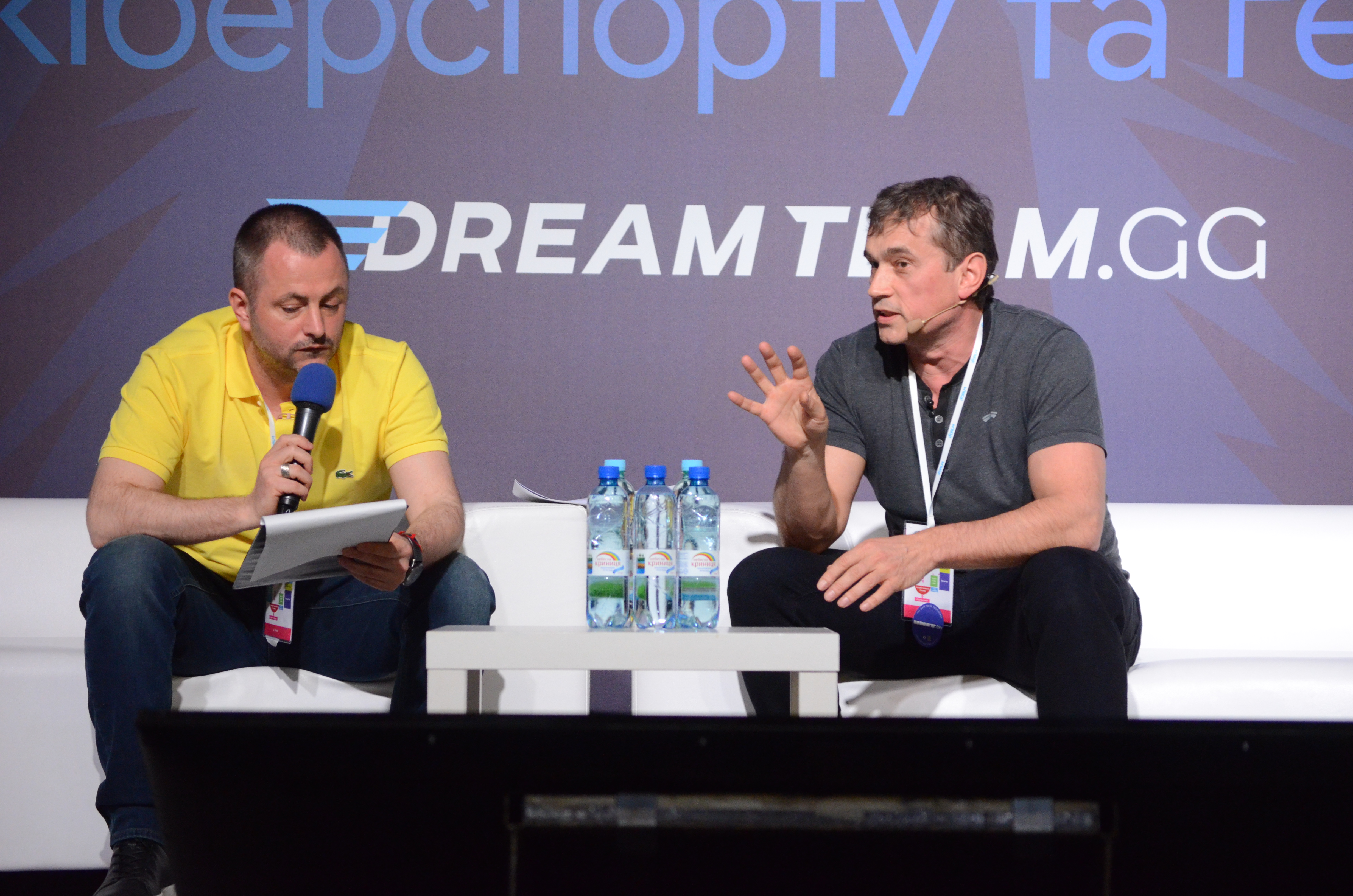
Хмельницький на IForum (праворуч), 2018

Разом з Андрієм Івановим за $ 70 млн придбав 33 % акцій підприємства «Запоріжсталь», які були продані у 2007 р. іншим акціонерам заводу (Едуард Шифрін, Алекс Шнайдер, Ігор Дворецький і Віталій Сацький).
У 2003 році разом з Андрієм Івановим заснували «Київську інвестиційну групу» (КІГ). КІГ стала власником неконтрольних пакетів акцій низки стратегічних столичних структур — таких як Київенергохолдинг (КЕХ), Київхліб, Київгаз, «Київмлин».
У 2003 році КІГ купив на вторинному ринку 40 % акцій «Київхліба» і майже половину «Київмлина». У 2008 р. акції були продані. До 2010 р. група володіла 5 % акцій Київгазу і 20 % акцій Київенергохолдингу, які були продані протягом 2010—2011 років В'ячеславу Супруненку.
До 2022 року був мажоритарним акціонером однієї з найбільших будівельних компаній України — UDP.
На початку 2022 року продав будівельний бізнес UDP партнеру Андрію Іванову. Вартість угоди невідома, до цього Хмельницький оцінював свої 55 % в UDP у понад $100 млн.

### UNIT.City
У квітні 2017 року K.Fund запустив у Києві UNIT.City — інноваційний проект для розвитку бізнесу у сфері високих технологій. В основу покладено ідею про створення міського простору, де можна жити, вчитися та працювати. Окрім Києва, такі парки працюють у Львові та Харкові — LvivTech.City та UNIT.Kharkiv.

### Київський міжнародний економічний форум
У 2014 році започаткував Київський міжнародний економічний форум. КМЕФ є одним з найбільших у Східній Європі міжнародних форумів, який об'єднує представників влади, бізнесу, експертів, журналістів з усього світу для обговорення найважливіших економічних питань та глобальних трендів.

### K.Fund
У 2015 році створив K.Fund. У вересні 2016 року фонд та ΒlackBox Capital створили в Києві Центр розвитку технологічних компаній для підтримки малих та середніх hi-tech проєктів. У березні 2017 року за підтримки K.Fund створено Lean Institute Ukraine (LIU).
У березні 2017 року K.Fund запустив сайт K.Fund Media про менеджмент, історії компаній та їхніх лідерів.

## Сім'я
Дружина — Зоя Литвин, яка очолює освітню організацію «Освіторія». Разом з дружиною заснували Новопечерську школу. Родина виховує двох синів і доньку.

## Інтерв'ю
- Войтицька Леся. Василь Хмельницький - про перші гроші, «Запоріжсталь» і банк «Хрещатик» (рос.) (електронний) / Міщенко Ніна // Forbes.ua. — Київ, 2013. — Жовтень. Процитовано 30.10.2013, 08:30.
- Войтицька Леся. Хмельницький: Місцева влада не може змусити нас продати акції або віддати частину бізнесу(рос.) (електронний) / Міщенко Ніна // Forbes.ua. — Київ, 2013. — Жовтень. Процитовано 31.10.2013, 07:30.